# Motorola Mobility
Motorola Mobility LLC markedsføres som Motorola er en amerikansk producent af forbrugerelektronik (primært smartphones). De har hovedkvarter i Merchandise Mart i Chicago, Illinois. Siden 2014 har det været et datterselskab til kinesiske Lenovo. Fra 2012 til 2014 var virksomheden ejet af Google Inc.. Motorola Mobility blev etableret efter et spin-off i Motorola i 2011.